# 천안 만일사 마애여래좌상
천안 만일사 마애여래좌상(天安 晩日寺 磨崖如來坐像)은 대한민국 충청남도 천안시 만일사에 있는, 마애불 좌상이다. 1984년 5월 17일 대한민국의 충청남도 제255호로 지정되었다.
이 마애불은 주변의 유물과 석탑 등으로 보아 고려시대에 만들어진 불상으로 추정된다. 바위에 새긴 불상 가운데 앉아 있는 불상으로는 비교적 큰 편이다. 상당 부분이 풍화되었지만 대체적인 윤곽은 확인할 수 있다.
고려 초에 도선이 이 곳에 이르렀을 때 백학 한쌍이 내려와 불상을 조성하던 중 사람의 기척으로 중단한 것이 성불사의 마애불이라 한다. 학이 다시 하늘로 날아가 성거산을 굽어보니 만일사의 자리가 좋은 곳이라 이 곳에 불상을 조성하기 시작하였다 한다. 날이 어두워지자 백학들이 조각을 중단하고 날아가 불상은 미완으로 남았다. 그래서 사찰 이름을 만일사(晩日寺)라 하였다는 설화가 있다.

## 같이 보기
- 만일사

## 참고 문헌
- 《문화유적총람》사찰편, 충청남도, 1990년
- 《충남지역의 문화유적》7집, 백제문화개발연구원, 1993년
- 《천안시사》, 천안시, 1997년
- 《충청남도지정문화재해설집》, 충청남도, 2001년

## 참고 자료
- 만일사마애불 - 국가유산청 국가유산포털